# Saint-Martin-Lys
Saint-Martin-Lys é uma comuna francesa na região administrativa de Occitânia, no departamento de Aude. Estende-se por uma área de 9,99 km². Em 2010 a comuna tinha 27 habitantes (densidade: 2,7 hab./km²).